# Bestorp
Bestorp är en tätort i Vårdnäs socken,  Linköpings kommun, Östergötlands län. Det gamla stationssamhället Bestorp ligger vid sjön Stora Rängen 22 km från Linköpings centrum.   

## Historia
Bestorp ligger på jänvägslinjrn Linköping–Hultsfred, 25 km söder om Linköping. Stationen öppnades den 11 maj 1902 och lades ned den 15 juni 2003. Bestorps samhälle  byggdes ut i långsam takt fram till 1960- och 1970-talet, då knappt hälften av lägenhetsbeståndet tillkom. År 1989 öppnades ett nytt utbyggnadsområde för bostäder öster om länsväg 687. Utanför Bestorp ligger Bestorp by. Det var det ursprungliga samhället innan järnvägsstationen öppnade. När stationen öppnade flyttades byn till Sörängen, som låg där orten ligger idag. På 1900-talet hittade sommargästerna hit och redan 1930 var detta Östergötlands populäraste sommarort. I Bestorp fanns bland annat bilmekaniker, lanthandlare, urmakare och busstation.

### Befolkningsutveckling
| Befolkningsutvecklingen i Bestorp 1950–2020 | Befolkningsutvecklingen i Bestorp 1950–2020 | Befolkningsutvecklingen i Bestorp 1950–2020 | Befolkningsutvecklingen i Bestorp 1950–2020 | Befolkningsutvecklingen i Bestorp 1950–2020 |
| --- | ------------------------------------------- | ------------------------------------------- | ------------------------------------------- | ------------------------------------------- |
| |                                             |                                             |                                             |                                             |
| År |                                             |                                             | Folkmängd                                   | Areal (ha)                                  |
| 1950 | 1950                                        |                                             | 237                                         | ##                                          |
| 1960 | 1960                                        |                                             | 184                                         | ¤                                           |
| 1965 | 1965                                        |                                             | 203                                         |                                             |
| 1970 | 1970                                        |                                             | 239                                         | 50                                          |
| 1975 | 1975                                        |                                             | 259                                         | 50                                          |
| 1980 | 1980                                        |                                             | 313                                         | 50                                          |
| 1990 | 1990                                        |                                             | 373                                         | 52                                          |
| 1995 | 1995                                        |                                             | 429                                         | 53                                          |
| 2000 | 2000                                        |                                             | 417                                         | 53                                          |
| 2005 | 2005                                        |                                             | 449                                         | 53                                          |
| 2010 | 2010                                        |                                             | 475                                         | 53                                          |
| 2015 | 2015                                        |                                             | 510                                         | 95                                          |
| 2020 | 2020                                        |                                             | 513                                         | 95                                          |
| Anm.: Mindre än 200 invånare 1960; Ny tätort 1965 ## Som tätort/befolkningsagglomeration 1920–1950. ¤ Som tätortsbebyggelse med 150-199 invånare |                                             |                                             |                                             |                                             |

## Samhället
Bebyggelsen består till övervägande del av småhus. Totalt fanns det vid årsskiftet 2001/2002 184 lägenheter inom tätorten, varav 65 % i småhus. På halvöarna Sågarholmen, Bonäsudden och Norrängen inom och i anslutning till Bestorp finns ungefär 150 fritidshus.
Orten har två badplatser vid sjön. Stora strövområden finns i nära anslutning till orten. Friluftsanläggningen Sätravallen låg 2 km sydost om orten, men är numera privatägd och omgjord till bostadshus. Hamnområdet är numera fritt från markförorening, utifrån den sanering som gjordes 2019. Tidigare fanns det bland annat dioxin från tidigare sågverksverksamhet.
Inom Bestorps omland finns naturreservaten Säby Västerskog, med urskog, Sätravallen, med gammal lövskog, och Vessers udde, ett orört område. Totalt täcker naturreservaten 44,6 ha. I Bestorp finns en skola, en mataffär och en sedan 2003 nedlagd järnvägsstation, Stationshuset är numera rivet. Brokindsskola är mycket bättre än sätrasskola. Stationen låg längs bandelen Linköping-Hultsfred vid tidigare Östra centralbanan, numera Stångådalsbanan.